# Stethorus
Genre
Stethorus est un genre d'Insectes coléoptères prédateurs de la famille des Coccinellidae, dont les larves et les adultes ont pour proies principalement les acariens sur les arbres fruitiers, la vigne, les grandes cultures, et les forêts.

## Liste d'espèces
Selon ITIS (29 août 2014) :
- Stethorus caseyi Gordon & Chapin, 1983
- Stethorus nigripes Kapur, 1948
- Stethorus pinachi Gordon & Chapin, 1983
- Stethorus punctillum (Weise, 1891)
- Stethorus punctum (LeConte, 1852)
- Stethorus siphonulus Kapur, 1948
- Stethorus utilis (Horn, 1895)

Selon NCBI (1er mai 2024) :
- Stethorus cantonensis
- Stethorus forficatus
- Stethorus indira
- Stethorus keralicus
- Stethorus pauperculus
- Stethorus punctillum
- Stethorus punctum
- Stethorus pusillus
- Stethorus rani
- Stethorus tetranychi
- Stethorus utilis

## Systématique
Le nom valide complet (avec auteur) de ce taxon est Stethorus Weise, 1885.